# Imperial Blaze
Imperial Blaze es el cuarto álbum de estudio del artista de reggae jamaiquino Sean Paul, el cual fue lanzado por el sello VP Records el martes 18 de agosto de 2009 en los Estados Unidos.

## Antecedentes
El álbum fue originalmente programado para ser publicado en el verano de 2007 bajo el nombre de The Next Thing, pero después fue aplazado hasta noviembre de 2008.
Sean Paul le dijo a MTV que quiere ser menos centrado en parte canciones como Get Busy, We Be Burnin ", y "Temperature". Dijo que quiere que sus canciones se centran en la violencia juvenil en Jamaica.
El título del álbum significa "Reyes al fuego". Y Sean Paul comenta esto diciendo:

"No soy el rey. Yo soy el fuego, yo soy la llama, soy la energía."

En una entrevista con DJ Swerve, Sean Paul confirmó que hizo 60 canciones para el álbum, con 21 pistas de hacer el corte final. También reveló algunos de los títulos de las canciones que estarán en el álbum: "Don't Tease Me", "Press It Up", "Lift It", "She Want Me", "Lately", "Hold My Hand", "Pepperpot", "Now That I Got You", "Birthday Suit" and "She Wanna Be Down".
El 10 de julio se estrenó la canción "Press It Up" de su nuevo álbum, en su página oficial. Un vídeo fue filmado para "Press It Up", el cual está dirigido por Tanisha Scott su coreógrafa.
El álbum fue puesto en "pre-pedido" el 17 de julio de 2009. Quienes pre-ordenen dicho video, recibirán 2 canciones digitales para descargar: "She Wanna Be Down" y "Get With It Girl".

### Sencillo
La canción "Watch Dem Roll" fue lanzada en 2007 y se dijo que sería la parimer del nuevo álbum. Sin embargo, Sean Paul estrenó su primer sencillo oficial "So Fine", fue lanzado el 25 de abril de 2009, a través de su página oficial.

## Lista de canciones
1. "Intro: Chi Chi Ching"
2. "Lace It"
3. "So Fine"
4. "Now That I've Got Your Love"
5. "Birthday Suit"
6. "Press It Up"
7. "Evening Ride"
8. "Hold My Hand (I'll Be There)" (con Keri Hilson)
9. "She Want Me"
10. "Daddy's Home"
11. "Bruk Out"
12. "Pepperpot"
13. "Wine Baby Wine"
14. "Running Out of Time"
15. "Don't Tease Me"
16. "Lately"
17. "She Wanna Be Down"
18. "Straight from My Heart"
19. "Private Party"
20. "I Know U Like It"

- iTunes Bonus Track

1. "Hold My Hand" (con Zaho)

- Deluxe Edition

1. "Agarra mi mano (Hold My Hand Spanish Version)"
2. "So Fine (Music Video)" (video musical)

## Posicionamiento
| Listas (2009)                         | Posición |
| ------------------------------------- | -------- |
| Australian ARIA Albums Chart          | 17       |
| French Albums Chart                   | 8        |
| Netherlands Albums Chart              | 36       |
| Swiss Albums Chart                    | 4        |
| Belgian Albums Chart (Wallonia)       | 11       |
| Belgian Albums Chart(Flanders)        | 31       |
| U.S. Billboard 200                    | 12       |
| U.S. Billboard Top R&B/Hip-Hop Albums | 3        |
| U.S. Billboard Top Rap Albums         | 1        |
| Canadian Albums Chart                 | 5        |
| U.S. Billboard Top Reggae Albums      | 1        |
| UK Albums Chart                       | 38       |
| European Top 100 Albums               | 20       |
| Germany Albums Top 50                 | 17       |
| Dutch Albums Top 100                  | 36       |